# Opactwo Corvey
Opactwo Corvey (niem. Fürstabtei Corvey), hist. Opactwo w Nowej Korbei – dawne benedyktyńskie opactwo nad rzeką Wezerą, 2 km na północny wschód od Höxter, w Nadrenii Północnej-Westfalii.
Opactwo ufundowano w roku 815, wkrótce po chrystianizacji Sasów. W 822 roku klasztor został przeniesiony w obecne miejsce, nad brzegiem Wezery. Opactwo było ulokowane w korzystnym ekonomicznie miejscu, na przecięciu szlaków komunikacyjnych, należało do najważniejszych karolińskich sanktuariów w IX wieku, było często odwiedzane przez Karolingów.
Nazwa Nowa Korbea nawiązuje do Korbei (dziś Corbie) w Pikardii (Francja), gdzie istnieje opactwo benedyktyńskie założone w 657 roku.
W 2014 roku opactwo zostało wpisane na Listę Światowego Dziedzictwa UNESCO.

## Osoby związane z opactwem
- Widukind z Korbei – kronikarz, autor kroniki Dzieje Sasów, w której znajduje się najstarsza wzmianka o Mieszku I